# Guanchemumie
Guanchemumie, de gamle oprindelige indbyggere på De Teneriffa (Guancher) mumificerede deres døde. Denne praksis har til opgave at bevare kroppen for livet efter døden. 
I Museo de la Naturaleza y el Hombre (Museet for natur og mennesket, arkæologisk museum) i Santa Cruz de Tenerife som også har flere mumier end de nedenfor nævnte.

## Historie
Ifølge undersøgelser foretaget ved hjælp af metoden af kulstof-14 dateringer til strækker begravelsemetoden sig fra perioden mellem det tredje århundrede e.Kr og indtil det tidspunkt hvor erobringen af de kanariske øer i det femtende århundrede e.Kr. Mummification mellem Guancherne ligner i mange henseender den, praktiseret af de gamle egyptere.
Mummification blev ikke brugt blandt hele Guancher befolkning, der er flere processer der viser en vis nedbrydning i begravelsespraksis, der svarer til en social og økonomisk forskel mellem de forskellige kaster i samfundet. Logisk set modtog mumier af konger en bedre pleje i mumificering.
Ligesom moselig, har mange Guanchemumie fået et navn, som regel i den by hvor de har opdaget eller i nogle tilfælde, opkaldt efter de udenlandske byer, hvor de er blevet opbevaret. Den nuværende regering på Tenerife har krævet de mange mumier tilbage, der havde forladt øen ulovligt.
Disse mumier omfatter:
- Mumien fra San Andrés (Momia de San Andrés): blev fundet i en hule i byen San Andrés i Santa Cruz de Tenerife.
- Guanchemumierne fra Neochea (Momias guanches de Necochea): mandlige og kvindelige mumier, der indtil 2003 var i Necochea, (Argentina).
- Guanchemumien i Madrid (Momia guanche de Madrid): befinder sig i Madrid, Tenerifes regeringen har anmodet om tilbagelevering.

## Eksterne kilder
- La momificación entre los guanches de Canarias Arkiveret 8. november 2014 hos  Wayback Machine